# Rhyxiphloea
Rhyxiphloea is een geslacht van kevers uit de familie bladsprietkevers (Scarabaeidae). Het geslacht werd voor het eerst wetenschappelijk beschreven in 1842 door Burmeister.

## Soorten
- Rhyxiphloea corticina (Olivier, 1789)